# Бисмалит
Бисмалит (от др.-греч. βύσμα — пробка и λίθος — камень) — магматическое интрузивное тело, похожее на лакколит. Представляет собой позднюю стадию формирования лакколита, осложнённую цилиндрическим горстообразным поднятием. Его происхождение обязано избыточному давлению вязкой (кремнекислотной) магмы над весом вышележащих слоёв, что приводит к возникновению системы трещин в кровле лакколита, куда внедряется магма с образованием секущего цилиндрического тела или конического тела. Может достигать поверхности Земли или оканчиваться в толще осадочных пород, приподнимая их в виде купола.
Существуют и другие менее распространённые формы интрузивных тел.
- Факолит — линзовидные тела, располагающиеся в сводах антиклинальных складок, согласно с вмещающими породами.
- Гарполит — серпообразный интрузив, по существу, разновидность факолита.
- Хонолит — интрузив неправильной формы, образовавшийся в наиболее ослабленной зоне вмещающих пород, как бы заполняющий «пустоты» в толще.

Все эти интрузивы, как правило, малоглубинные и развиты в складчатых областях.